# 西山知義
西山 知義（にしやま ともよし、1966年3月19日 - ）は、日本の起業家。レインズインターナショナル、ダイニングイノベーション創業者。

## 来歴

### 幼少時代
1966年（昭和41年）、東京都世田谷区生まれ。父親は宅地造成業を営む不動産会社の経営者で当時テレビCMを流すくらいの会社規模で家庭は裕福だった。小学校の頃は野球、中学校の頃はバスケットボールをしていた。小学校低学年の頃までいじめられっ子で、体が大きくなるにつれて性格が変わり自信がついていった。
1970年代に入ってオイルショックの影響で、父親が経営していた不動産会社が倒産、家計が苦しくなり生活が一変した。家に借金取りが来て母が泣いたり、家族に相談もせずに父が勝手に自宅を売り払ったり生活は無茶苦茶だった。そんなある日、母親と渋谷を歩いていた時、父親の会社の社員だった者が近寄って来て「お前の親爺は、どうしようもないヤツだ。さんざん社員をこき使った挙句、最後の給料もきちんと払わない」と言われ、「当然の報いかもしれないが、どうしても彼らを見返してやりたい。自分が起業家になって成功してやろう」と思い、この体験から起業の夢を強く持つようになった。

### 学生時代・起業時代
1982年（昭和57年）「ウェイトリフティング部の先生の家に下宿して社会勉強をしてこい」と父の意向で茨城県の土浦日本大学高等学校に進学。
1985年（昭和60年）日本大学に入学。ストイックだった高校生活の反動で六本木通いをするようになる。起業資金70万円で当時、流行っていた学生ビジネスをはじめた。六本木のディスコを貸し切ってパーティーを開いたり、サークルを集めて学生向けカードを作り毎日のように企業に営業へ行った。麻布十番にワンルームマンションを借りて会社を設立するも、所詮は“学生ビジネス”と考え「経営をきちんと学びたい」という理由から大学を中退。若くても独立しやすい不動産業界に就職した。

### 不動産会社時代
1986年（昭和61年）不動産賃貸管理会社に就職。賃貸営業成績一位になる。
1987年（昭和62年）6月に独立。渋谷に不動産賃貸管理会社『レインズ』を設立。その後、事業を内装工事業まで広げ、世田谷桜新町にも拠点を置き、従業員も20名を超えた。10年続いたが、この頃からバブル崩壊もあり、不動産から外食産業へのシフトを考えるようになった。

### 焼肉屋時代
1996年（平成8年）1月、当時ほとんどなかった焼肉チェーン店に着目し、わずか17坪の焼肉市場七輪をオープン。マクドナルドのノウハウを活かし、アルバイトを短期で育成した結果、高価という焼肉のイメージを払拭し、”低価格で美味しい”焼肉店は成功した。オープン当初はクレームの嵐だったが、『クレームをくださったお客様には、一律300円払う』というサービスを始め、クレームの多さを逆にチャンスと考え、貴重な声を徹底的に分析、対応するやり方が成功した。
1997年（平成9年）11月、フランチャイズ1号店を渋谷に開店と同時に店名を牛角に変更。名前の由来は「牛の角がアンテナで、いつでもお客様の声を聞き、よりよいお店に変えていこう」というもの。
1998年（平成10年）4月、「感動創造」という会社理念を立ち上げ『レインズインターナショナル』に社名を変更。社名の由来は【R】Retail（提供する）【E】Entertainment（おもてなし、楽しみ）【I】Inspire（呼び起こす）【N】New【S】Surprise（感動）の頭文字をとった【REINS】。同時にアルバイトという呼び方を禁止、「パートナー」という呼び方に統一した。人材ならぬ“人財”、パートナーは西山にとって財産だという考えから。
1999年（平成11年）8月に50店舗、2000年（平成12年）5月に100店舗、2005年（平成17年）4月にニューヨークで海外初出店と順調に店舗数を増やす。7年間で1000店舗の急成長を遂げた。

### 多角経営時代とレインズ売却
その後、しゃぶしゃぶ温野菜、土間土間、かまどかなどの外食チェーンのみならず、コンビニのam/pm、スーパーの成城石井なども取り込む一大グループを育て上げる。39歳で約2,800軒、年間店舗売上3,900億円を誇るまでに至った。
2012年（平成24年）、レインズインターナショナルをコロワイドに売却。

### ダイニングイノベーション
2012年（平成24年）、ダイニングイノベーションを立ち上げる。一人焼肉店焼肉ライク、ブルースターバーガー（2022年7月全店閉店）、寿司あおい、じねんじょ庵、しゃぶしゃぶれたす、やきとり家すみれ、VANSAN、KINTAN、SHABURI、つるとんたんなどを展開。グループ全体で店舗数200を超えた。

## 逸話
- 人生初の著書を出すとき迷っていた西山にサイバーエージェント社長の藤田晋から「西山社長の半生には起業のヒントがある。自分も夢を叶えたい若者がきっと増えます」と背中を押してもらった[19]。
- 飲食店経営者向けに「西山塾」を開講して日々若手の経営者への指導にあたっている。人格者で経営者仲間から「みんなのアニキ」として呼ばれ慕われている[20]。
- 好きな言葉は「人生有限」[5]「ロケットは飛行機の延長線上に出来たものではなく、月に行く事を決めたから出来たもの」[21]
- 軽井沢とハワイ（プール付き）に別荘を所有[22]。

## 経歴
- 1987年（昭和62年） 不動産会社を設立[5]。
- 1996年（平成8年） 三軒茶屋に「焼肉市場　七輪」（現在の「炭火焼肉酒家 牛角 三軒茶屋店」）をオープン[5]。
- 1997年（平成9年） フランチャイズ１号店を渋谷に開店と同時に店名を牛角に変更[5]。
- 1998年（平成10年） レインズインターナショナルに商号を変更[5]。
- 2000年（平成12年） JASDAQ上場。1号店オープンから７年9ヵ月という世界最速のスピードで、1,000店舗出店を達成[5]。
- 2002年（平成14年） レッドロブスタージャパンを子会社化[5]。
- 2004年（平成16年） コンビニエンスストア「am/pm」とスーパーマーケット「成城石井」の経営権を獲得する[5]。
- 2005年（平成17年）5月 レックス・ホールディングスに社名を変更[5]。
- 2012年（平成24年） レインズインターナショナルをコロワイドに売却[14]。
- 2013年（平成25年） 株式会社ダイニングイノベーションを設立。
- 2018年（平成30年） 焼肉ライク1号店を出店[14]。
- 2021年（令和3年）現在、国内だけでなく、台湾、シンガポール、インドネシア、アメリカなど、日本の食文化を積極的に海外へ展開している[14]。

## 起業家
- Dining Innovation（創業）
- 焼肉ライク（起業） - 2018年8月に1号店を開店（起業）
- Blue Star Burger（起業）
- 焼鳥すみれ（起業）
- イタリアンキッチンVANSAN（起業）
- しゃぶしゃぶれたす（起業）
- じねんじょ庵（起業）
- 寿司あおい（起業）
- 牛角（起業）
- しゃぶしゃぶ温野菜（起業）
- 居酒屋土間土間（起業）
- やきとり家すみれ（起業）
- VANSAN（起業）
- KINTAN（起業）
- SHABURI（起業）
- つるとんたん（起業）

## 著書
- 『想い～三茶の焼肉、世界をめざす』（幻冬舎、2006年2月25日）　ISBN 978-4344990258
- 『クレームを生かすほど会社は伸びる』（祥伝社、2009年7月28日）　ISBN 978-4396111694

### 共著
- 『ワインの神様がおしえてくれたこと』（高岡晃子ほか、ゴマブックス、2017年7月1日)　ISBN　978-4777119257
- 『堀江貴文vs.外食の革命的経営者 : 9人の食のカリスマと激論!』（堀江貴文ほか、ぴあ、2020年6月1日）　ISBN 978-4835639604

## 出演

### テレビ
- 『カンブリア宮殿』（テレビ東京）[23]
- 『坂上&指原のつぶれない店』（TBSテレビ）[23]
- 『がっちりマンデー!!』（TBSテレビ）[23]
- 『週刊ニュースリーダー』（テレビ朝日）[23]
- 『ゆうがたサテライト』（テレビ東京）[23]
- 『めざましテレビ』（フジテレビ）[23]
- FNSドキュメンタリー大賞『私は、パーキンソン病です～あるカリスマ社長…』（フジテレビ）　※社長友人として出演[23]
- 『お願い！ランキング』（テレビ朝日）[23]
- 『たべコレ』（テレビ東京）[23]
- 『岡村ほんこんハートしあわせプロジェクト「箱根温泉デート！岡村隆史結婚を前提に交際宣言」2時間SP』（テレビ東京）[23]
- 『シルシルミシルさんデー』（テレビ朝日）[23]

### ラジオ
- 『JUNGLE BAR』（Fm yokohama）[24]
- 『JAPAN MOVE UP』（TOKYO FM）[25]

### 雑誌
- SUPER CEO（ビジネスマガジン）　 表紙[26]
- 企業家倶楽部（企業家倶楽部）[27]
- 月刊食堂（柴田書店）[27]
- 月刊飲食店経営（アール・アイ・シー）[27]
- 経済界（経済界）[27]
- Franja[27]
- コンビニ[27]
- 日経ビジネスアソシエ（日経BP）[27]
- 週刊ダイヤモンド（ダイヤモンド社）[27]
- 月刊経営塾（経営塾）[27]
- 月刊財界人（財界人）[27]
- 実業之日本（実業之日本社）[27]
- プレジデント（プレジデント社）[27]
- ベンチャークラブ[27]
- 月刊Φ(ファイ)（富士総合研究所)[27]
- 週刊東洋経済（東洋経済新報社）[27]